# Маріо Скончерті
Ма́ріо Сконче́рті (італ. Mario Sconcerti; 24 жовтня 1948, Флоренція, Італія — 17 грудня 2022, Рим, Італія) — італійський спортивний журналіст та письменник.

## Біографія
Скончерті був сином Адріано Скончерті, відомого боксерського промоутера, і розпочав свою журналістську кар'єру в газеті «Corriere dello Sport» у Флоренції. У 1972 році він перейшов до редакції «Corriere dello Sport» у Мілані.

### Смерть
17 грудня 2022 року Скончерті помер у лікарні в Римі, за день до фіналу Чемпіонату світу з футболу 2022 року та через день після смерті Синиші Михайловича. Його госпіталізували для планових обстежень до римської поліклініки Тор Вергата, і смерть настала раптово. До останнього дня він співпрацював з «Corriere dello Sport». Після смерті його було включено до Зали слави італійського футболу.